# Sajevce
Sajevce – wieś w Słowenii, w gminie Kostanjevica na Krki. W 2018 roku liczyła 21 mieszkańców.